# 남정철
남정철(南廷哲, 1840년 ~ 1916년)은 조선 말과 대한제국의 관료이며 일제강점기에 조선귀족 작위를 받았다. 자는 치상(穉祥), 호는 하산(霞山)이며 본관은 의령이다

## 생애
유신환의 문인으로 유교를 공부했고, 홍문관과 사헌부에서 벼슬을 시작하여 공조참판을 지냈다.
흥선대원군과 가까웠으며 개화를 반대하는 수구파 관료였다. 갑신정변 당시에 원세개에게 편지를 쓰고 개화파의 축출을 위한 청나라의 출병을 요구하는 등 정변을 좌절시키는데 공헌했고, 아관파천 때는 고종의 환궁을 위한 교섭에 앞장섰다.
이후 평안도 관찰사, 대사헌, 도승지, 형조판서, 예조판서, 한성판윤, 내부대신 등을 역임했다.
본래 성리학자이자 수구파 출신으로 이완용과는 정적이었으나, 1910년 한일 병합 조약 체결에 협조한 원로 대신으로서 10월 16일 일본 정부로부터 남작 작위를 받았다.
글씨를 잘 써서 덕수궁 정문 대한문을 중수할 때 현판을 썼고, 흥선대원군의 부인인 여흥부대부인이 사망했을 때 〈여흥부대부인지문(驪興府大夫人誌文)〉과 〈제각상량문(祭閣上樑文)〉, 흥선대원군이 사망했을 때는 〈흥선대원군제각상량문〉 등을 썼다. 문집으로 《하산고》가 있다.

## 사후
2002년 발표된 친일파 708인 명단과 2008년 민족문제연구소에서 친일인명사전에 수록하기 위해 정리한 친일인명사전 수록예정자 명단에 남작위를 습작 받은 아들 남장희와 함께 선정되었다. 2006년 친일반민족행위진상규명위원회가 발표한 일제 강점기 초기의 친일반민족행위 106인 명단에도 포함되었다

## 참고 자료
- 친일반민족행위진상규명위원회 (2006년 12월). 〈남정철〉 (PDF). 《2006년도 조사보고서 II - 친일반민족행위결정이유서》. 서울. 230~241쪽쪽. 발간등록번호 11-1560010-0000002-10. 2007년 10월 8일에 원본 문서 (PDF)에서 보존된 문서. 2007년 6월 18일에 확인함.